# Donald Margulies
Donald Margulies (n. Brooklyn, 1954) é um dramaturgo norte-americano.
Professor de Dramaturgia na Yale School of Drama, estreou-se com a peça Found a Peanut, apresentada na off-Broadway.
Em 1992 assinou Sight Unseen. Collected Stories foi nomeado para o Prémio Pulitzer de Teatro, distinção que lhe viria a ser atribuída com Dinner With Friends (2000).